# Krajowe Centrum Kompetencji
Krajowe Centrum Kompetencji – fundacja charytatywna  o charakterze non-profit założona w 2007 roku przez Konrada Wojterkowskiego. Organizacja gromadzi dane o innych fundacjach i stowarzyszeniach oraz instytucjach administracji publicznej z obszaru pomocy społecznej.
Krajowe Centrum Kompetencji (KCK) specjalizuje się w takich sprawach jak: niepełnosprawność, komplikacje zdrowotne, przemoc w rodzinie oraz wykluczenie społeczne. Jego celem jest ułatwienie dostępu do Organizacji Pożytku Publicznego (OPP), które zajmują się konkretnymi problemami społecznymi.
KCK było organizatorem kilku kampanii społecznych. W 2008 i 2009 roku fundacja przygotowała kampanię „Przekaż 1%”, której celem było zwrócenie uwagi społeczeństwa na możliwość przekazania 1% podatku dochodowego na rzecz Organizacji Pożytku Publicznego. Kampania wyróżniała się spośród innych tego rodzaju tym, że była wspólną inicjatywą wielu organizacji charytatywnych, także tych najmniejszych, które nie są w stanie samodzielnie prowadzić akcji informacyjnych. Nie promowała żadnej konkretnej organizacji, lecz samą możliwość wsparcia dla OPP.
Specjalne przygotowane spoty ukazywały się w stacjach radiowych  i telewizyjnych. W 2008 roku w akcji wzięli udział: Beata Tyszkiewicz, Piotr Adamczyk, Krzysztof Kolberger, Agnieszka Grochowska, Grażyna Wolszczak, Tomasz Kot, Katarzyna Groniec, Tomasz Karolak, Zbigniew Zamachowski. Rok później kampania promowana była przez: Marka Kamińskiego, Adama Małysza, Andrzeja Wajdę oraz ponownie Piotra Adamczyka.
Największą inicjatywą fundacji była kampania pod hasłem „Kocham. Nie biję”. Jej celem było przeciwdziałanie przemocy w rodzinie, głównie wobec dzieci, zwiększenie społecznego zaangażowania i wiedzy na temat przemocy rodzinnej. Akcja trwała 3 miesiące, w czasie których wykorzystano spoty umieszczane na billboardach, w prasie, radio i telewizji. W kampanii wzięli udział m.in. Anna Przybylska, Piotr Gruszka, Tomasz Karolak, Magdalena Różczka, Paweł Królikowski. Akcja została zorganizowana przez KCK dwukrotnie, w 2008 i 2009 roku.
Oprócz kampanii charytatywnych i społecznych, Krajowe Centrum Kompetencji zaangażowało się w szereg innych inicjatyw. Fundacja brała aktywny udział w pracach nad nowelizacją Ustawy o przeciwdziałaniu przemocy w rodzinie (od 2023 r. o przeciwdziałaniu przemocy domowej) (Dz.U. z 2024 r. poz. 1673), która wprowadziła całkowity zakaz stosowania kar cielesnych i cierpień psychicznych dzieciom. Prezes KCK Konrad Wojterkowski wchodzi w skład zespołu monitorującego ds. przeciwdziałania przemocy w rodzinie, organu doradczego powołanego przez Ministerstwo Pracy i Polityki Społecznej na mocy nowelizacji ustawy. Fundacja aktywnie występowała także jako orędownik wprowadzenia w Polsce  Konwencji Rady Europy o przeciwdziałaniu przemocy wobec kobiet i przemocy domowej.
Z krajowym Centrum Kompetencji współpracują takie organizacje jak: Caritas Polska, Wielka Orkiestra Świątecznej Pomocy, Stowarzyszenie „SOS Wioski Dziecięce w Polsce”, Polska Akcja Humanitarna, Fundacja Anny Dymnej „Mimo Wszystko”, czy Fundacja Polsat.